# منتجع آب علي للتزلج
منتجع آب علي للتزلج: هو أحد أهم منتجعات التزلج في طهران. كما ويُعَد اقدم المنتجعات الجليدية في إيران، وكان أول منتجع تم تزويده بالمصاعد (التلفريك). ويعود تاريخ تركيب الأجهزة المستخدمة في المنتجع إلى عام 1953م. يصل ارتفاعه إلى 2800م فوق سطح البحر ويُعتبَر هذا المنتجع موقع سياحي. يحتل هذا الموقع الجليدي السياحي مكاناً مميزاً مما جعل عشاق الطبيعة يقصدونه من كل مكان. يمتد على طريقه المناظر الجميلة من الوديان والجبال والحدائق وينابيع المياه المعدنية.
- يُذكر أن رياضة التزلج على الجليد ظهرت في عام 1922م في إيران، وكانت تصنف للطبقة الغنية فقط. وفي عام 1945م، تم تأسيس الاتحاد الإيراني للتزلج على الجليد، والذي انضم إلى الاتحاد الدولي للتزلج على الجليد في عام 1956م، إذ التحقت هذه الرياضة بالفروع الرياضية الأخرى في إيران.

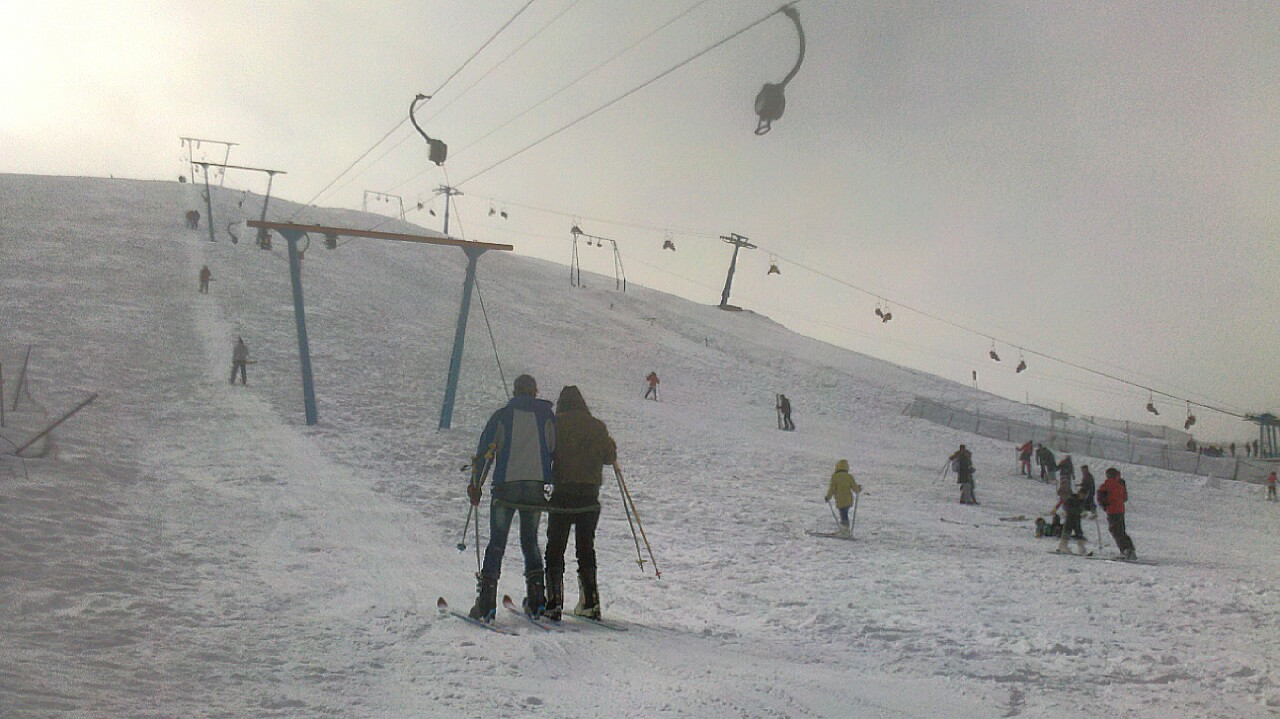
التزلج على الجليد داخل منتجع آب علي

## الموقع
يقع هذا المنتجع الجليدي على اتوستراد (هراز)، وهو الطريق البحري المؤدي إلى مدينة مشهد، ويبعد مسافة 50 كم من طهران.

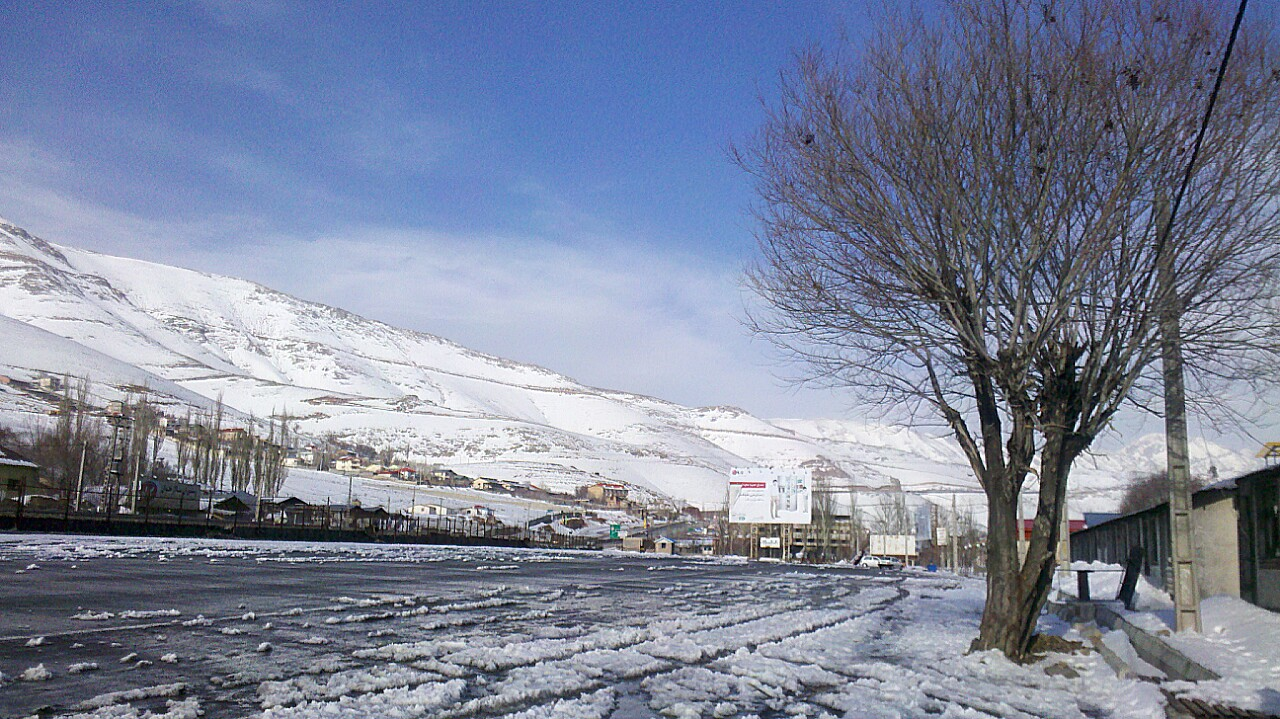
المنتجع الجليدي من الخارج

## إمكانات المنتجع
تتوافر في هذا الموقع السياحي خدمات تدريبية، وهو أفضل مكان لتعلّم التزلج على الجليد. كما يحتوي المنتجع على استراحات مخصصة للعوائل ويحتوي كذلك على عربة نقالة (تلفريك) وأرض لممارسة كرة التنس وركوب الخيل والطيران بالكايت، كما يضم فندقاً وثلاثة مطاعم وفريقاً طبياً لحالات الطوارئ. وأفضل فترة لممارسة هواية التزحلق هي من شهر ديسمبر وحتى منتصف مارس.

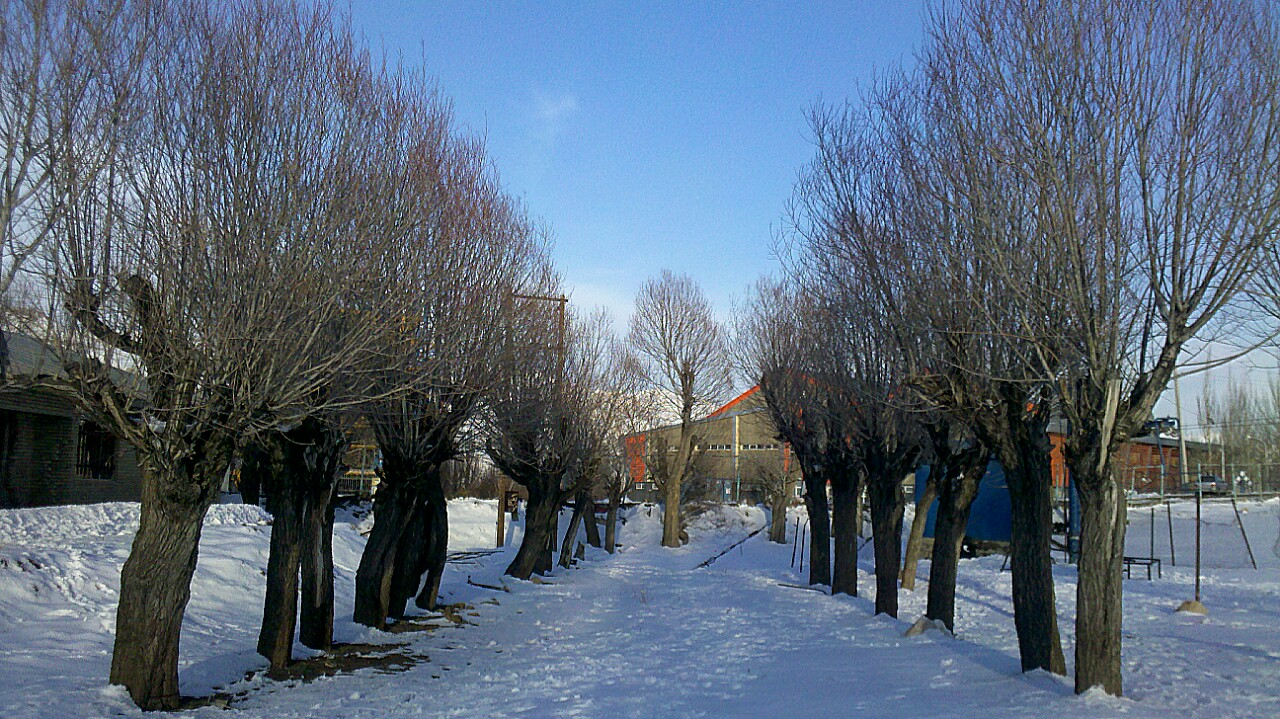
احد الشوارع المحيطة بالمنتجع

## مكانته السياحية
تُعَد منطقة آب علي ومنتجعها الجليدي مزاراً سياحياً رائعاً لمحبي الطبيعة حيث الوديان والأنهار والأشجار وينابيع المياه المعدنية الطبيعية مما يمنحهم فسحة للراحة والاستجمام واستنشاق الهواء النقي. حيث ان فصل الشتاء في المناطق الشمالية من طهران بارد، لذلك فإن هواة الرياضة والسواح بإمكانهم ممارسة شتى أنواعها. ومن بين هذه الهوايات التزحلق على الثلج وتسلّق الجبال. فالثلوج تغطي المناطق الشمالية طوال فصل الشتاء، لذلك فهي تُعَد مكاناً مناسباً لممارسة هواية التزلج حتى نهاية مايو. وتوجد هناك أيضا منتجعات خاصة لممارسة هذه الرياضة تتوافر فيها الإمكانات اللازمة مثل التلي كابين (الغرفة النقالة)، والكراسي النقالة (التليسكي) وغيرها لنقل الهواة إلى قمة الجبال ثم التزحلق إلى الأسفل. وهذه الإمكانات متوافرة في كل الأماكن التي يمكن فيها ممارسة هواية التزحلق مثل منتجع آب علي ودربندسر وديزين وشمشك وتوجال. ويرتاد سكان طهران منتجع آب علي للتزلج كل سنة خلال فصل الشتاء لممارسة رياضة التزلج والاستجمام.

## معرض الصور

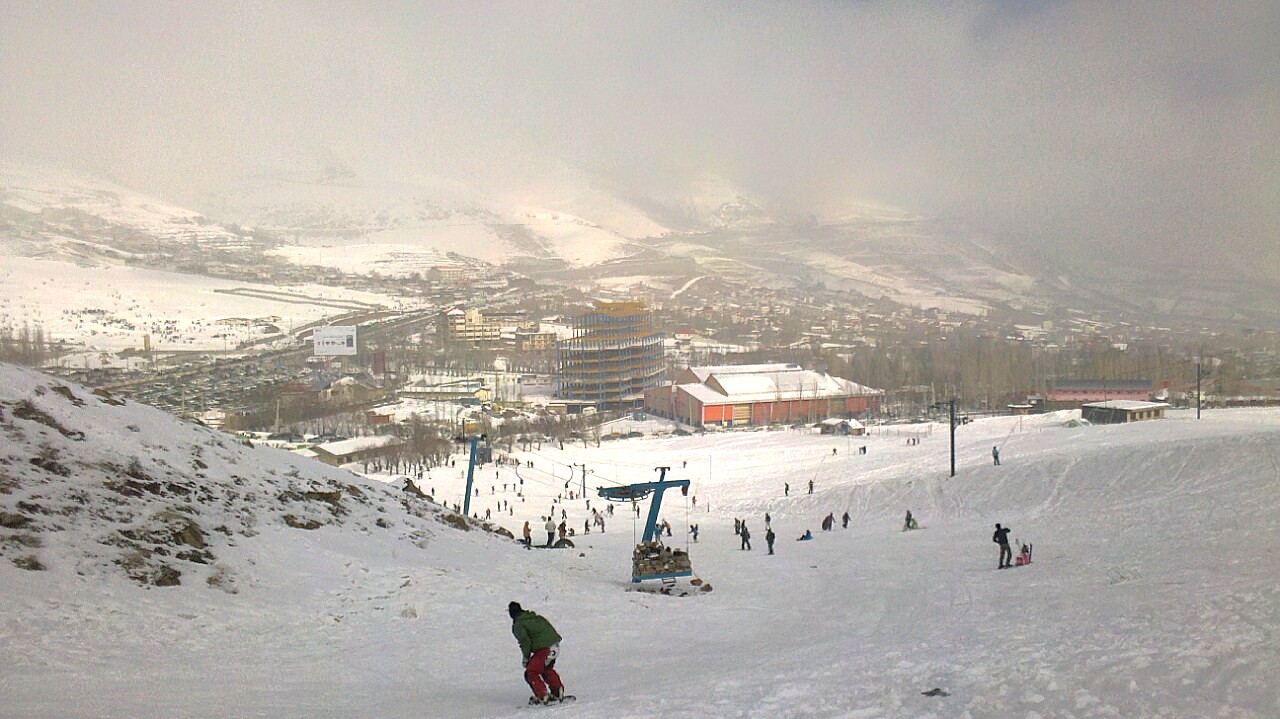
منتجع آب علي
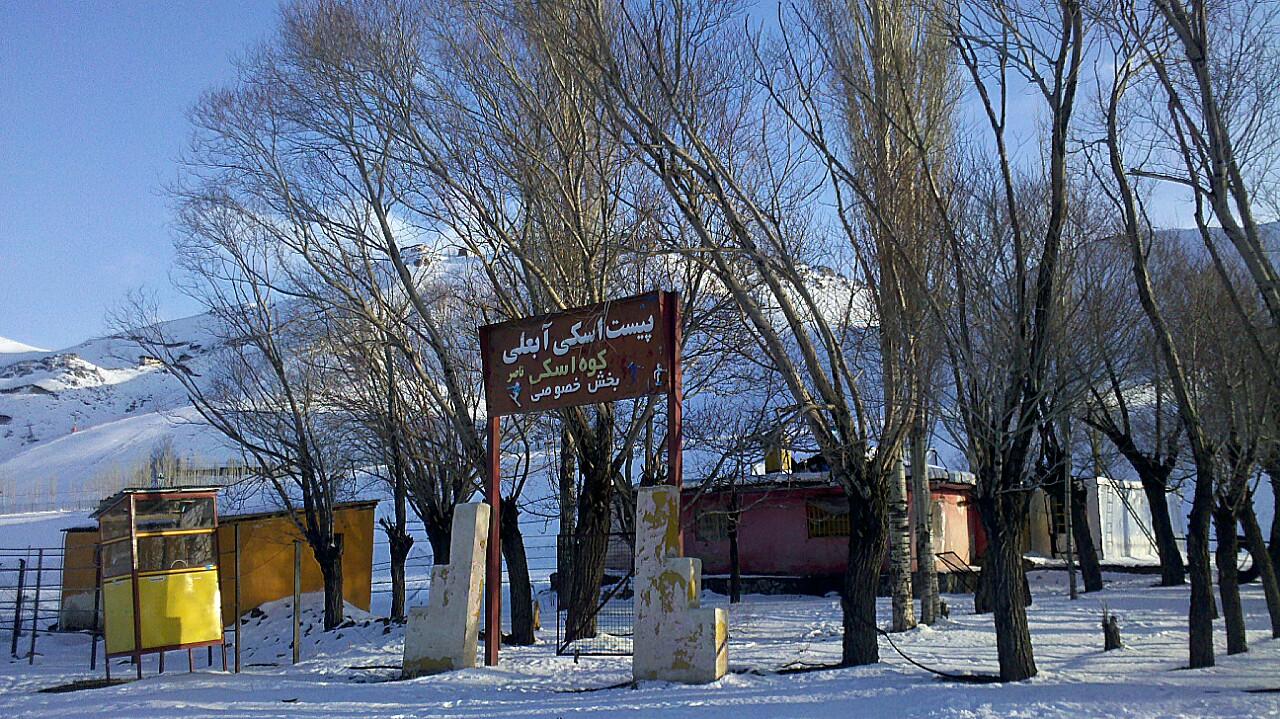
من داخل المنتجع
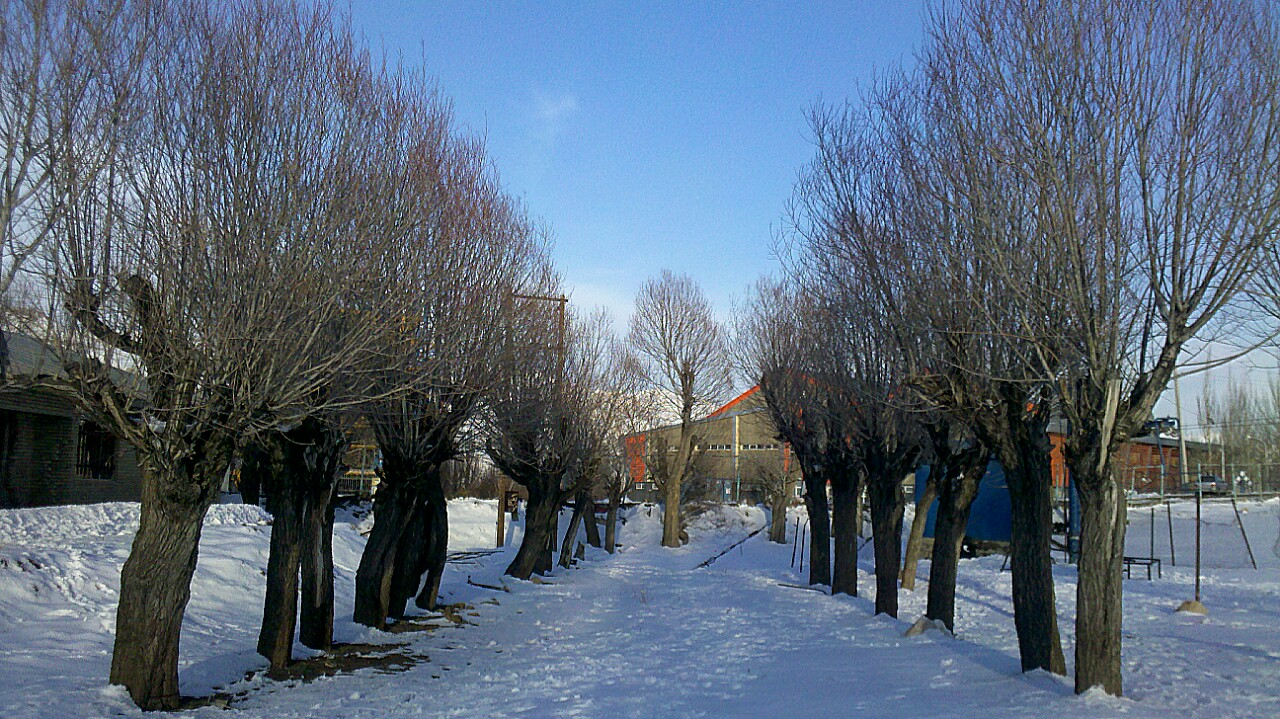
احد الشوارع المحيطة بالمنتجع
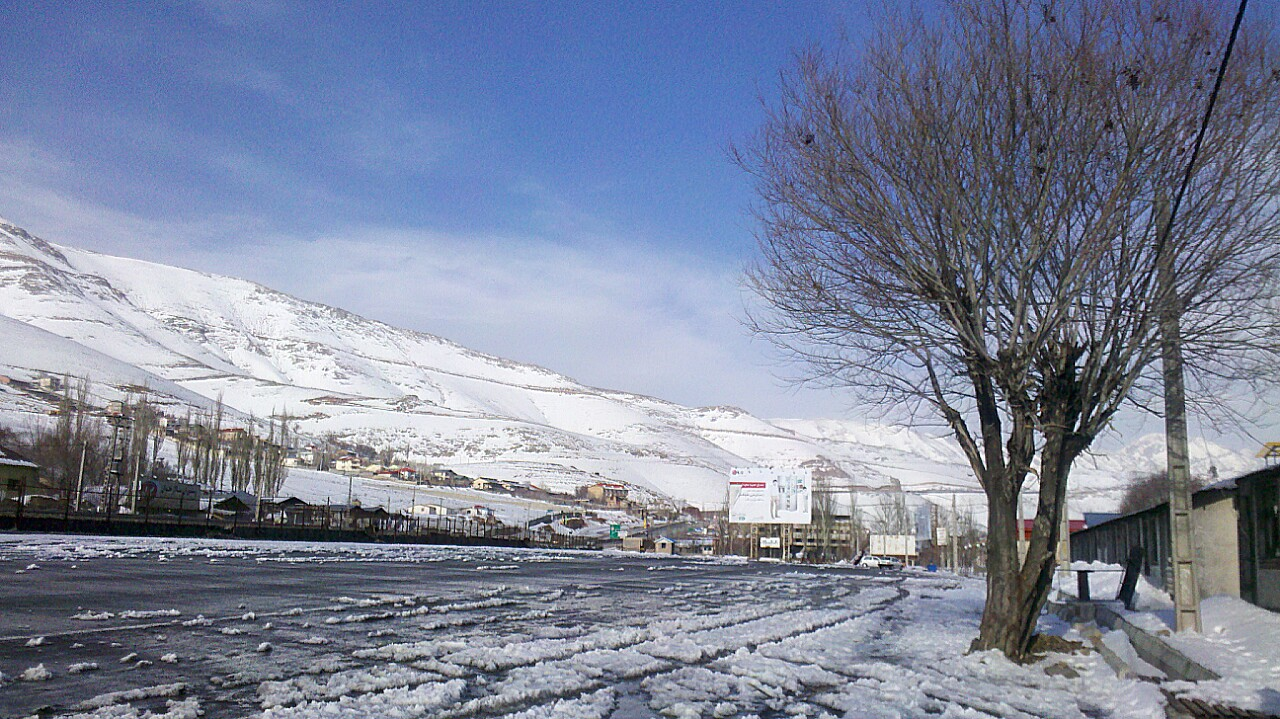
المنتجع الجليدي من الخارج
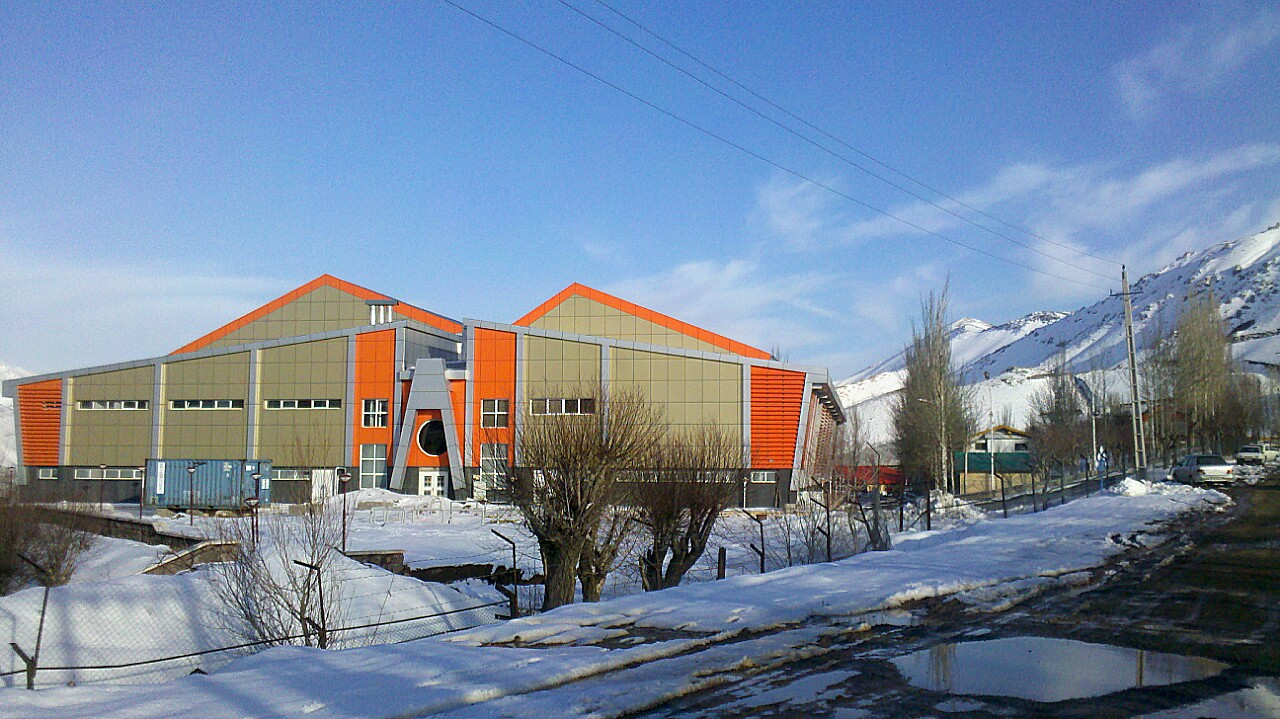
احد الشوارع القريبة من المنتجع
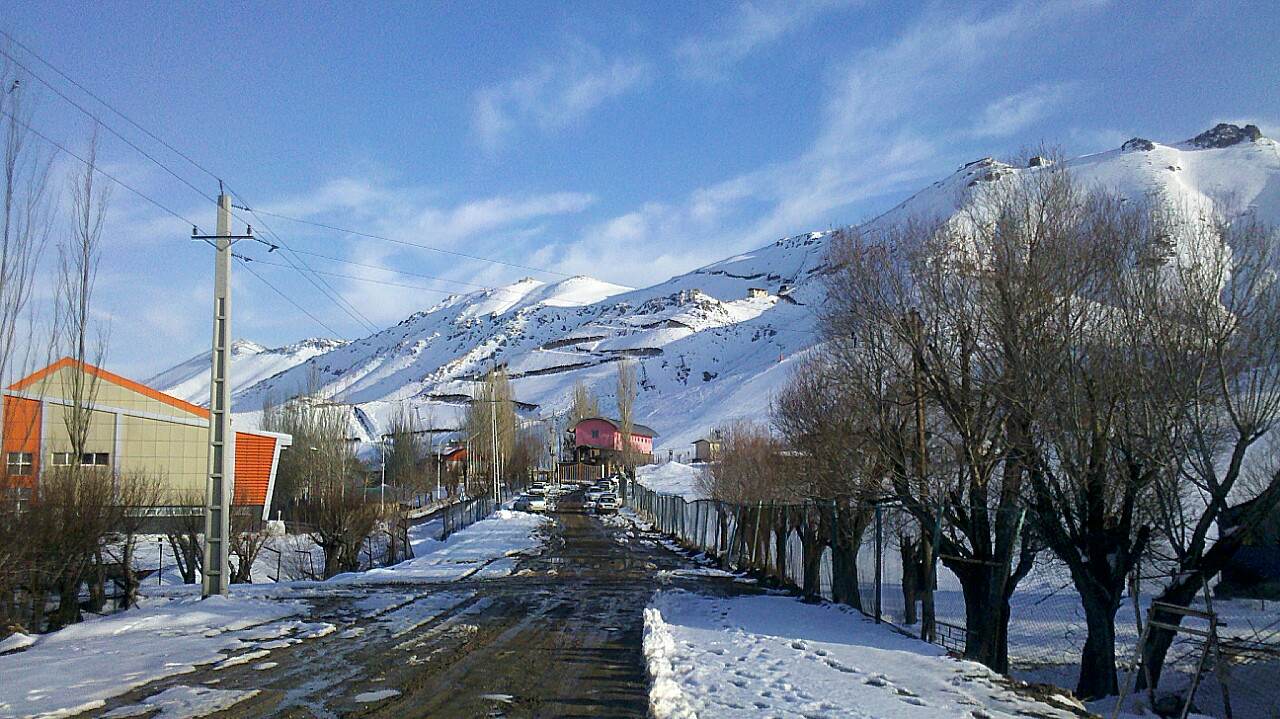
محيط المنتجع
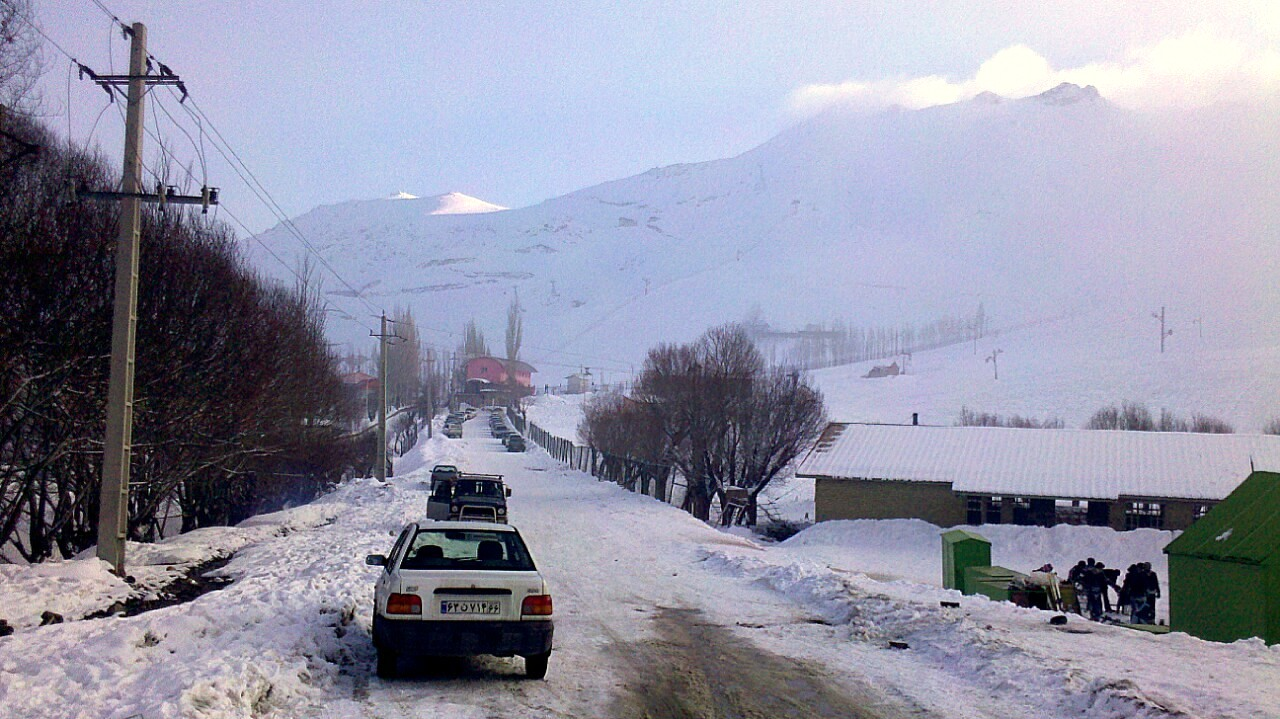
شارع خارج المنتجع
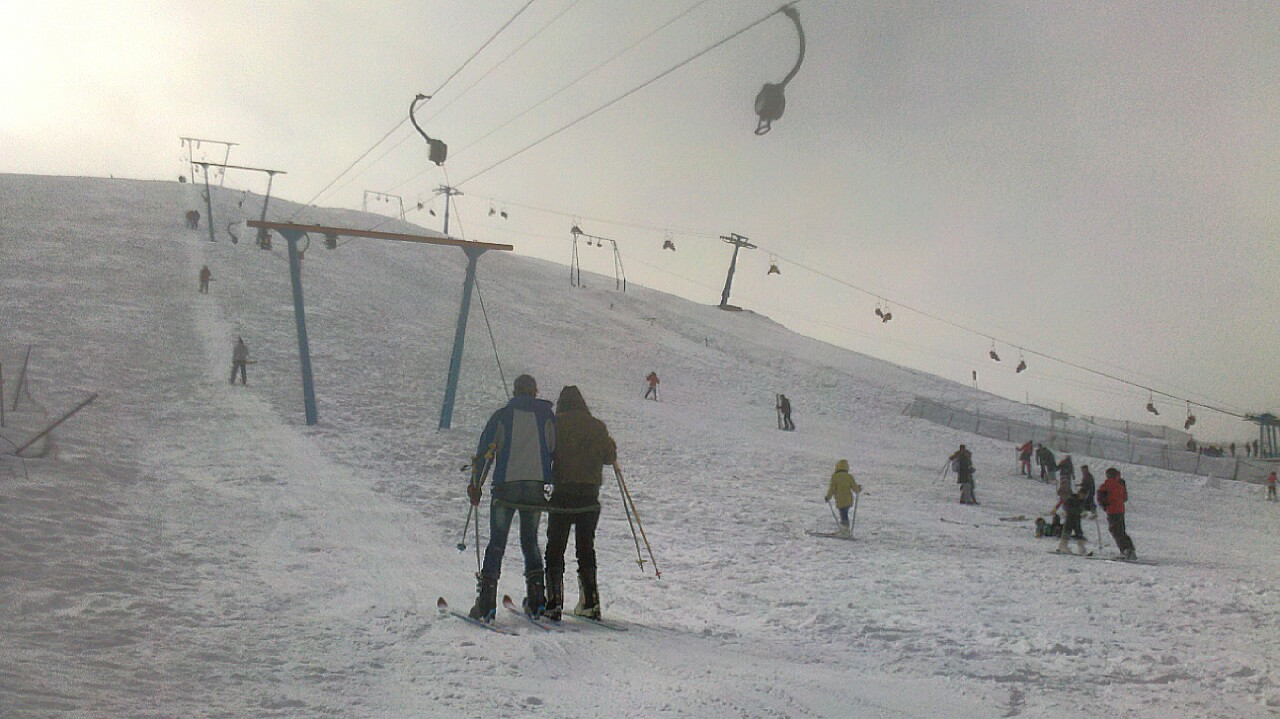
منظر عام للتزلج في المنتجع

## طالع ايضاً
- الاتحاد الإيراني للتزلج
- منتجع الوارس الدولي
- منتجع توجال
- منتجع شمشك الدولي
- منتجع تزلج
- التزلج على المنحدرات الثلجية